# Flamarion Portela
Francisco Flamarion Portela GOMM (Coreaú, 13 de outubro de 1954) é um político brasileiro filiado ao Partido Democrático Trabalhista (PDT). Pelo Partido Progressista Brasileiro (PPB), foi governador de Roraima até ter seu mandato cassado por crimes eleitorais.

## Biografia
Flamarion Portela é formado em engenharia, tendo migrado do Ceará para Roraima, onde ingressou no política tendo ocupado diversos cargos públicos, sendo o mais importante deles o de governador do estado de Roraima.
Desde a Operação Praga do Egito que gerou o fato político chamado escândalo dos gafanhotos, ele não conseguiu mais obter grandes êxitos eleitorais, sendo, na atualidade, um comentarista político local em emissoras situadas no estado de Roraima. 
Ele é casado com Ângela Portela, política que foi eleita deputada federal em 2006 pelo PTC e Senadora em 2010 pelo PT.

## Carreira política
Foi vereador em Boa Vista (1993-1995), deputado estadual (1995-1998) e vice-governador de Roraima (1999-2002). 
Flamarion assumiu o governo de Roraima em 2002, quando o titular Neudo Ribeiro Campos renunciou ao cargo para se candidatar ao Senado. Disputou nas Eleições estaduais em Roraima em 2002 e foi reeleito governador de Roraima pelo PSL, mas filiou-se ao PT em seguida. Em 2003, foi admitido pelo presidente Lula à Ordem do Mérito Militar no grau de Grande-Oficial especial.
Flamarion foi expulso do PT devido a seu envolvimento com o chamado "escândalo dos Gafanhotos". Juntamente com Mão Santa (Piauí, em 2001), Jackson Lago e Cássio Cunha Lima foi um dos poucos governadores cassados no Brasil. Em 2004 teve seu mandato de governador cassado devido a uso da máquina administrativa na campanha eleitoral e compra de votos. Em seu lugar assumiu o segundo colocado da eleição, Ottomar Pinto (PTB).
Em 2006, Flamarion, então filiado ao PTC, foi o 26º candidato mais votado, elegendo-se suplente e assumindo vaga, após a cassação do deputado estadual Chico das Verduras (PRP).
Em 2010, foi reeleito deputado estadual à Assembleia Legislativa de Roraima.
Flamarion disputou as eleições de 2014, concorrendo novamente ao cargo de deputado estadual, contudo, não obteve votos suficientes para se eleger, ficando na suplência. Assim, no ano de 2015, ele foi nomeado Secretário de Infraestrutura do Governo Estadual de Roraima até o ano de 2016, quando deixou o Poder Executivo roraimense para assumir o mandato parlamentar na Assembleia Legislativa de Roraima, ao substituir o deputado Chicão da Silveira (PP), o qual deixou a Assembleia em virtude da nomeação para dirigir o DETRAN-RR.
Atualmente, Flamarion, ocupa o cargo de Secretário-Chefe da Casa Civil no governo do Governador Antonio Denarium.

## Escândalo dos gafanhotos
Desarticulado a partir da Operação Praga do Egito desenvolvida pela Polícia Federal, no dia 26 de novembro de 2003 em Roraima, o escândalo dos Gafanhotos consistiu na contratação de funcionários fantasmas que "comiam a folha de pagamento" do governo estadual. 
Cerca de 30 autoridades estaduais do Poder Legislativo, Tribunal de Contas do Estado e do Executivo se beneficiaram do esquema que recebia por meio de procurações o pagamento de 6.000 servidores fantasmas, repassando aos titulares dos cargos (laranjas) apenas uma parte menor dos valores sacados. Estima-se o desvio de mais de R$ 230 milhões dos cofres públicos em Roraima.
Na Assembleia Legislativa do estado foram envolvidos no escândalo funcionários de 18 do 24 gabinetes de Deputados Estaduais. Segundo reportagem de O Globo (O País, p. 8, 27 de novembro de 2003):
Algumas análises apontam que Flamarion fora vítima de pesada campanha, pois parte considerável da mídia do estado era tendente ao ex-governador Ottomar Pinto, derrotado por Flamarion, à época, a direção nacional do PT, então partido de Flamarion disse que os depoimentos contra o governador eram de pessoas que ele demitiu ou tirou do governo.
Em 2008, foi condenado pelo Tribunal de Contas da União (Acórdão 1464/2008 – Plenário[ligação inativa]), juntamente com o ex-diretor geral do extinto Departamento de Estradas de Rodagem de Roraima (DER/RR), Carlos Eduardo Levischi, a pagar R$19.014.148,95. Auditoria do TCU constatou que os recursos destinados às obras de construção da BR-401/RR, no trecho entre Bonfim e Normandia, fronteira com a Guiana, foram desviados para uma conta que pagava funcionários "fantasmas" conhecidos como "gafanhotos". Em depoimento à Polícia Federal, Levischi contou que os funcionários fantasmas eram indicados por autoridades do governo, sob orientação do ex-governador.